# Leandra tetraptera
Leandra tetraptera är en tvåhjärtbladig växtart som beskrevs av Célestin Alfred Cogniaux. Leandra tetraptera ingår i släktet Leandra och familjen Melastomataceae. Inga underarter finns listade i Catalogue of Life.